# Приключенията на Том Сойер и Хъкълбери Фин
„Приключенията на Том Сойер и Хъкълбери Фин“ е съветски трисериен игрален филм от 1981 г., базиран на романа на Марк Твен „Приключенията на Том Сойер“.

## Сюжет
Действието се развива в измисления град Сейнт-Питерсберг на река Мисисипи в средата на 19 век преди избухването на Гражданската война. Сиракът Том Сойер и неговият верен бездомен приятел Хъкълбери Фин търсят приключения. През нощта в гробището те стават свидетели на убийството, извършено от индианеца Джо, с когото по-късно ще трябва да се изправят отново в търсене на съкровище.

## Създатели
- Сценарист: Станислав Говорухин
- Режисьор: Станислав Говорухин
- Оператор: Виктор Крутин
- Художник: Валентин Гидулянов
- Композитор: Валерий Зубков
- Художник на костюмите: Галина Уварова
- Държавен симфоничен оркестър на Госкино СССР (Диригент: Мартин Нерсесян)
- Ансамбъл "Мелодия" с диригент Георги Гаранян
- Изпълнение на вокални части (джаз импровизации): Лариса Долина и Уейланд Род.

## В ролите
- Фьодор Стуков - Том Сойер
- Владислав Галкин (кредитиран като Владик Сухачев) — Хъкълбери Фин (филмов дебют)
- Мария Миронова - Беки Тачър (филмов дебют)
- Ролан Биков - Меф Потър
- Катерина Василиева е леля на Поли
- Валентина Шендрикова е вдовицата на Дъглас
- Талгат Нигматулин - Индианец Джо (озвучен от Микола Караченцов)
- Всеволод Абдулов е учител на Уолтърс
- Владимир Конкин е доктор Робинсън
- Борис Зайденберг е съдия Тачър
- Фьодор Одинков е фермер
- Виктор Павлов е шериф
- Игор Сорин (кредитиран като Игор Райберг) - Джо Харпър
- Валери Рубинчик е адвокат
- Владимир Жариков
- Лев Перфилов е пастор
- Карина Мориц - Мери, сестрата на Том Сойер (озвучена от Наталия Ричагова)
- Бехайлу Менгеша[1]- Джим, слугата на вдовицата Дъглас

## Създаване на филм
Места на заснемане: Бериславски район на Херсонска област; Одеса, Сухуми, Кавказ, село Лвово близо до Херсон. Епизодът в пещерата е заснет в пещерата Нови Атон в Абхазия. „Ролята“ на река Мисисипи във филма се „изиграва“ от Днепър.. Във филма дебютираха деветгодишният Владислав Галкин (посочен в надписите като Владик Сухачев) и осемгодишната Мария Миронова, дъщеря на Андрей Миронов.